# زیردریایی مونژ (کیو۶۷)
زیردریایی مونژ (کیو۶۷) (به انگلیسی: French submarine Monge (Q67)) یک زیردریایی بود که طول آن ۱۶۷ فوت ۴ اینچ (۵۱٫۰۰ متر) بود. این زیردریایی در سال ۱۹۰۸ ساخته شد.